# 유럽 광대역 진도 계급
유럽 광대역 진도 계급(European macroseismic scale, EMS)는 유럽 국가에서 지진의 진도를 평가하는 기준으로, 유럽 외에 다른 국가에서도 사용한다. 1992년 테스트 버전을 개량해여 1998년 공식 발행된 진도 계급으로 EMS-98이라고도 부른다.

## 역사
1988년 유럽 지진 위원회(ESC)는 거의 25년간 유럽 지역에서 기본적으로 사용하던 메드베데프-스폰하우어-카르니크 계급(MSK 계급)을 검토하고 개정하기로 결정하면서 새롭게 EMS 계급이 만들어지기 시작하다. 5년 이상 집중적으로 연구개발하고 4년간의 테스트 기간을 거쳐 새로운 진도 계급이 공식적으로 발표되었다. 1996년 아이슬란드 레이캬비크에서 열린 제25회 유럽 지진 위원회 총회에서 회원국들이 새로운 진도를 채택할 것을 건의하는 결의안이 통과되었다.
유럽 광대역 진도 계급 EMS-98은 지진학자 외에도 공학자와 지진학자간 협력을 강화하기 위해 고안된 최초의 진도 계급이다. 진도 계급표 외에도 지침, 일러스트레이션, 적용 예시가 포함된 자세한 해설서가 같이 배포되었다.

## 분류표
유럽 광대역 진도 계급은 I부터 XII까지 아래의 12개 등급으로 나눈다. 각 등급별 설명은 아래와 같다.
|                                                      | |
| IIVI. Not felt                                       | 누구도 지진을 느끼지 못한다. |
| IVII. Scarcely felt                                  | 주택, 특히 건물 상층부에서 휴식을 취하는 사람만 약간 지진을 느낀다. |
| VIII. Weak                                           | 진동이 매우 약하고 소수만 지진을 느낀다. 휴식 중인 사람들은 가벼운 떨림이나 흔들림을 느낀다. 많은 물체가 눈에 띄게 흔들린다. |
| IIIV. Largely observed                               | 실내에서 많은 사람들이 지진을 느끼고 실외에서는 소수가 지진을 느낀다. 소수의 사람들은 잠에서 깬다. 진동 수준이 무서울 수 있다. 창문, 문, 접시가 흔들거린다. 매달린 물건이 흔들린다. 건물의 손상은 없다.                                               |
| IIIV. Strong                                         | 대부분의 사람들이 실내에서, 실외의 많은 사람들이 지진을 느낀다. 자고 있던 많은 사람들이 잠에서 깬다. 몇몇은 실외로 뛰어나간다. 모든 건물이 전체적으로 떨린다. 대부분의 물체가 상당히 흔들린다. 무거운 물체가 넘어진다. 문과 창문이 흔들림에 여닫힌다. |
| IIVI. Slightly damaging                              | 실내에서는 모든 사람들이, 실외에서는 많은 사람들이 지진을 느낀다. 건물 안에 있는 많은 사람들이 겁을 먹고 실외로 뛰어나간다. 벽에 걸린 물건이 떨어진다. 석고엔 미세한 균열이 생기고 작은 석고조각이 떨어지는 등 건물에 경미한 피해가 발생한다.         |
| IVII. Damaging                                       | 대부분의 사람들이 겁을 먹고 실외로 뛰어나간다. 가구가 이동하고 선반의 많은 물건들이 떨어진다. 많은 건물이 경미하거나 중간 정도의 손상을 입는다. 벽에 균열이 새이곡 굴뚝이 부분적으로 무너진다.                                                        |
| VIII. Heavily damaging                               | 가구가 넘어질 수 있다. 많은 건물, 대다수의 건물이 피해를 입는다. 굴뚝이 넘어지고 벽에 큰 균열이 나타나며 일부 건물은 부분적으로 붕괴할 수 있다. 자동차를 운전하는 사람들도 흔들림을 알아챌 수 있다.                                                   |
| IIIX. Destructive                                    | 기념비와 기둥이 쓰러지거나 뒤틀린다. 수많은 건물이 부분적으로 붕괴되고 일부는 완전히 붕괴된다. 창문이 깨진다. |
| IIIX. Very destructive                               | 많은 건물이 붕괴된다. 지반 균열과 산사태가 관측된다. |
| IIXI. Devastating                                    | 대부분의 건물이 붕괴된다. |
| IXII. Completely devastating                         | 거의 모든 구조물이 붕괴된다. 지반이 변화한다. |
| 정식 버전은 아래 외부 링크의 공식 진도표를 참고하라. | |

## 같이 보기
- 수정 메르칼리 진도 계급